# GIV-4035
La GIV-4035 és una carretera actualment gestionada per la Diputació de Girona. La GI correspon a la demarcació de Girona, i la V al seu antic caràcter de veïnal. Discorre íntegrament pel terme municipal de Guils de Cerdanya, de la comarca de la Cerdanya.
Arrenca de l'extrem sud-oriental del poble de Guils de Cerdanya, des d'on baixa cap al sud, i quan arriba a la carena de la Serra dels Fills, gira 270° cap al nord-est. Quan arriba a Campllong, torç cap a llevant, fins que en el punt quilomètric 2 arriba al nord de la urbanització de Roc Foradat, a migdia del Clot de Pradell. En 500 metres més arriba al sud del poble de Saneja, poc després passa pel costat de ponent del Càmping Pirineus, davalla cap al sud-est, arriba al poblet rural de Sant Martí d'Aravó, i finalment, al cap de 5 quilòmetres de recorregut, s'aboca en la carretera N-260 a prop i a ponent de la vila de Puigcerdà. És a prop del punt quilomètric 180, 